# Emanuele Luzzati
Emanuele Luzzati, spesso chiamato con il diminutivo Lele Luzzati (Genova, 3 giugno 1921 – Genova, 26 gennaio 2007), è stato uno scenografo, animatore e illustratore italiano.
Noto soprattutto come scenografo e illustratore, è stato maestro in ogni campo dell'arte applicata.
È stato per due volte candidato al Premio Oscar per i film di animazione La gazza ladra (1964) e Pulcinella (1973).

## Biografia

### L'infanzia e il periodo svizzero
Emanuele Luzzati nacque a Genova il 3 giugno 1921 da una famiglia ebraica della buona borghesia genovese, nella casa di via Caffaro 12A dove vivrà tutta la vita, con l'eccezione del periodo svizzero.
Nel 1938 a causa delle leggi razziali fu costretto ad interrompere gli studi al Liceo classico Cristoforo Colombo. Decise allora di studiare disegno e perciò iniziò a frequentare gli ateliers dello scultore Edoardo Alfieri e del pittore Onofrio Martinelli.
Nel 1940 la famiglia Luzzati si trasferì a Losanna ed Emanuele s'iscrisse all'École des Beaux-Arts et des Arts Appliquées, dove si diplomò quattro anni più tardi.
Questi anni furono molto stimolanti per il giovane studente, che entrò in contatto con il regista Louis Jouvet e con lo scenografo Christian Bérard. In particolare rimase colpito da una rappresentazione dell'Histoire du soldat di Stravinskij che riproduceva l'allestimento originale del 1918, con la forza delle molteplici sperimentazioni in senso musicale e figurativo.
Nel periodo svizzero strinse amicizia con altri due espatriati genovesi, Alessandro Fersen e Aldo Trionfo, con i quali collaborerà in seguito. Con loro nel 1944 allestì uno spettacolo teatrale, la pantomima di argomento popolare ebraico Salomone e la regina di Saba. La pièce era scritta da Fersen, le scene dipinte da Luzzati, mentre gli attori erano Aldo Trionfo e Guido Lopez.
Dopo il rientro in Italia alla fine della guerra, nel 1945 lo spettacolo venne ripreso a Genova (al Teatro Augustus) e a Milano (al Teatro Litta): ne rimangono alcune fotografie in bianco e nero dalle quali s'intuisce l'influenza di Chagall, del Kandinskij del Blaue Reiter, dell'Espressionismo tedesco.

### L'affermazione
Nel 1947 Luzzati firmò la prima scenografia ufficiale. Insieme a Fersen aveva fondato la "Compagnia del Teatro Ebraico" e con essa i due amici rappresentarono al Teatro Nuovo di Milano una storia di argomento ebraico, Lea Lebowitz, su testo di Fersen, con maschere, costumi e scene di Luzzati. Lo spettacolo fu un vero successo di critica e di pubblico e questo permise loro di essere accolti nel mondo del "teatro ufficiale". Lo spettacolo era molto innovativo innanzitutto per l'argomento, visto che a quell'epoca la cultura degli shtetl ebraici non era per nulla conosciuta; ma anche per le originali soluzioni teatrali: la scena del villaggio ebraico era ottenuta attraverso teloni di juta appesi, ma ciò che era più inconsueto erano le grandi maschere di cartapesta disegnate da Luzzati, dalle espressioni rigide e grottesche.
A Genova il giovane scenografo aveva conosciuto il gruppo teatrale che faceva capo a Giannino Galloni e con esso nel 1948 allestì La mandragola di Machiavelli e Il soldato Tanaka di Georg Kaiser, inizio della lunga collaborazione con il Teatro stabile di Genova.
Nel 1949 ricevette il primo incarico di rilievo nazionale. Si trattava de Le allegre comari di Windsor allestite al Teatro dei Parchi di Nervi dall'amico Fersen con attrici del calibro di Paola Borboni, Anna Proclemer e Andreina Pagnani.
Sempre nel 1949 riceve l'incarico, assieme a Dario Bernazzoli, di realizzare un grande ciclo di graffiti a tema per decorare il refettorio presso la erigenda mensa operaia delle officine del gas di Genova, in area Gavette. La struttura si completò l'anno successivo e venne inaugurata il 25 aprile.
Nel 1950 venne chiamato da Vittorio Gassman a disegnare le maschere e i costumi di un Peer Gynt allestito dal Teatro d'Arte Italiano. Nello stesso anno venne contattato dall'architetto navale Gustavo Pulitzer-Finali per disegnare tessuti e arazzi per la ditta M.I.T.A. (Manifattura italiana tappeti artistici) di Genova-Nervi. Il disegno dei pannelli per la sala scrittura ed il bar della motonave Conte Biancamano rappresentò l'inizio di una lunga collaborazione.
Nel 1951 Luzzati conobbe il ceramista Bartolomeo Tortarolo, noto come "Il bianco", e cominciò a disegnare ceramiche per la fornace "Pozzo della Garitta" di Albisola.
Nel 1952 arrivò il primo incarico per le scene e i costumi di un'opera lirica: era La diavolessa di Baldassarre Galuppi, messa in scena al Gran Teatro La Fenice di Venezia da Corrado Pavolini e diretta da Carlo Maria Giulini.
Del 1953 è invece la prima collaborazione con il Maggio Musicale Fiorentino, nel Mefistofele di Arrigo Boito per la regia di Tat'jana Pavlova e la direzione di Tullio Serafin. Con la manifestazione toscana seguiranno molte altre collaborazioni. 
Nel 1955 fu la volta del Teatro dell'Opera di Roma con la prima della Burlesca di Antonio Verretti diretta da Gianandrea Gavazzeni.
Negli anni cinquanta continuò a collaborare con il teatro di prosa come scenografo e costumista; lavorerà in quegli anni soprattutto per il Teatro Stabile di Genova e Il Teatro delle Arti di Roma. In particolare nel 1955 la sala ricostruita del Teatro Duse venne inaugurata da L'amo di Fenisia di Lope de Vega diretta da Fersen con scene e costumi di Luzzati.
Nello stesso 1955 vinse il Primo Premio per la Ceramica a Cannes con l'opera I cavalieri della triste figura e pubblicò la prima cartella di litografie, Viaggio alla città di Safed.
Anche il 1957 fu un anno intenso per l'artista genovese. Innanzitutto alla Galleria Rotta di Genova fu allestita una mostra collettiva di ceramiche, in cui esposero anche Lucio Fontana, Aligi Sassu e Stefano d'Amico. A seguire Molto rumore per nulla, allestito al Teatro stabile di Trieste rappresentò la prima collaborazione dello scenografo ligure con il regista Franco Enriquez. In quello stesso anno conobbe Giulio Gianini, l'animatore con cui realizzerà tutti i suoi cartoni animati. Infine partecipò alla fondazione de La Borsa di Arlecchino; il contributo di Lele Luzzati al primo teatro "underground" genovese fu piccolo, ma importante: disegnò la locandina poi usata durante tutte le stagioni, e organizzò e dipinse lo spazio scenico.
Al 1958 risale la prima scenografia di un'operetta allestita al Festival dell'Operetta di Trieste, disegnò scene e costumi della Frasquita di Franz Lehár. In quello stesso anno fu particolarmente intensa l'attività di ceramista, fra le altre opere realizzò la decorazione della sede londinese della compagnia aerea El Al.
Il 1959 fu di nuovo un anno di grandi risultati: fu chiamato alla Piccola Scala per disegnare le scenografie de Il cordovano di Goffredo Petrassi; disegnò le scene per il balletto Renard di Stravinskij, collaborando per la prima volta con il coreografo Aurelio Milloss; uscì il suo primo cartone animato, Pulcinella: il gioco dell'oca, realizzato con Giulio Gianini.
Nel 1960 realizzò la prima scenografia per il Teatro alla Scala che metteva in scena la Cenerentola di Prokof'ev.
Nel 1961 Emanuele Luzzati partecipò alla fondazione de La Compagnia dei Quattro, composta da Glauco Mauri e Valeria Moriconi, diretti da Franco Enriquez. Il primo spettacolo messo in scena fu Il Rinoceronte di Eugene Jonesco al Teatro Mercadante di Napoli.
Nel 1962 l'artista pubblicò il primo libro come unico autore sia dei testi sia delle illustrazioni: si trattava de I Paladini di Francia, edito da Mursia, tratto dal cartone animato del 1960. Nello stesso anno disegnò le scene e i costumi per una memorabile edizione de La bisbetica domata messa in scena dalla Compagnia dei Quattro, che verrà replicata per dieci anni, in Italia e all'estero. Sempre nel 1962 vinse il Premio San Genesio per le scene de La baracca, un collage di atti unici di Garcia Lorca rappresentato alla Biennale di Venezia del 1960.

### La maturità
Il 1963 fu l'anno della consacrazione internazionale di Luzzati: grazie al successo ottenuto al Festival di Glyndebourne con Il flauto magico di Mozart per la regia di Franco Enriquez, lo scenografo genovese divenne per un decennio un collaboratore abituale del Festival e di altri teatri inglesi. Lo stesso Luzzati ammise che questo allestimento rivoluzionò la sua idea di scenografia per l'opera lirica; capì infatti le esigenze musicali dei personaggi, ma soprattutto comprese che una scena può cambiare a tempo di musica e che "è la musica a dettare il ritmo dei movimenti delle immagini, dei colori".
Nello stesso 1963 iniziò anche la lunga collaborazione con Gianfranco De Bosio: il primo spettacolo firmato insieme fu Il bugiardo di Goldoni al Teatro Stabile di Torino.
Nel 1965 il successo di Luzzati arrivò oltreoceano: l'Opera di Chicago gli commissionò le scenografie di due spettacoli, i Carmina Burana di Carl Orff e L'heure espagnole di Maurice Ravel.
Nello stesso anno lo spettacolo che univa due testi di Ruzante, l'Anconitana e la Bilora, per la regia di Gianfranco De Bosio, ottenne un ampio successo, sia in Italia che all'estero.
Nel 1966 l'affermazione a livello mondiale di Luzzati fu confermata dalla nomination al Premio Oscar nella categoria del migliore cortometraggio animato, ottenuta dal film d'animazione La gazza ladra, realizzato due anni prima. Nel 1966 aveva realizzato un altro cartone animato che accompagnava i titoli di testa del film L'armata Brancaleone di Mario Monicelli. Nello stesso anno fu invitato per la prima volta dalla Wiener Staatsoper di Vienna per disegnare le scenografie del balletto sulle musiche delle Danze polovesiane da Il principe Igor' di Borodin.
Nel 1967 arrivò anche un riconoscimento da Oltrecortina con il primo premio alla Biennale dell'Illustrazione di Bratislava. Proseguiva intanto la collaborazione con i teatri inglesi che quell'anno si concretizzò nella scenografia del Sogno di una notte di mezz'estate di Benjamin Britten allestito dall'English Opera Group.
Nel 1968, con l'Ubu re di Alfred Jarry, iniziò il lungo sodalizio con il regista Tonino Conte che s'interromperà solo nel 2007 con la morte di Luzzati. Il 1968 iniziò la collaborazione con la casa editrice Emme Edizioni di Milano, specializzata in libri per ragazzi: il primo titolo pubblicato fu Alì Babà. Nello stesso anno espose alla Wright Hepburn Gallery di Londra disegni per il teatro e litografie.
Nel 1969 tornò a collaborare con Fersen per un'opera di argomento ebraico: disegnò infatti le scene per la prima del Golem, scritto e diretto dall'amico per il Maggio Musicale Fiorentino. Firmò inoltre la scenografia del Così fan tutte di Mozart alla Bayerische Staatsoper di Monaco di Baviera. 
Nel 1970 Luzzati disegnò le scene ed i costumi per il Don Chisciotte di Ludwig Minkus messo in scena al London Festival Ballet. Diresse inoltre un cortometraggio di 10 minuti d'animazione intitolato Alì Babà, nonché il cartone animato che costituisce i titoli di testa del film Brancaleone alle crociate di Mario Monicelli. Nel 1970 Luzzati disegnò anche la sigla animata e le scenografie del programma televisivo per ragazzi Il paese di Giocagiò, ideato da Gianni Rodari.
Nel 1972 iniziò la lunga collaborazione con il regista Egisto Marcucci: il primo lavoro insieme fu il Sogno di una notte di mezza estate realizzato dal Gruppo della Rocca. Nello stesso anno espose alla Biennale di Venezia nella sezione Grafica Sperimentale.
Nel 1973 Luzzati e Gianini realizzarono il cortometraggio animato Pulcinella che vinse il Nastro d'argento per la regia del miglior cortometraggio e fu di nuovo candidato al Premio Oscar 1974 nella categoria Migliore cortometraggio animato. La seconda nomination valse ai due autori l'ammissione alla Academy of Motion Picture Arts and Sciences.
Nel 1974 venne ammesso anche all'Alliance Graphique Internationale.
Nel 1975, assieme ad Aldo Trionfo e Tonino Conte, fu uno dei fondatori della compagnia Teatro della Tosse per il quale negli anni a venire realizzerà scene e costumi di moltissimi spettacoli. Per l'occasione fu ripreso l'Ubu re del 1968.
Nel 1976 collaborò con Gianni Rodari allo spettacolo La storia di tutte le storie, in cui i bambini presenti fra il pubblico venivano coinvolti nella rappresentazione. Nello stesso anno illustrò il libro di Rita Cirio Dodici Cenerentole in cerca d'autore, testo che ebbe particolare successo; nel 1991 fu ripubblicato e messo in scena da Filippo Crivelli.
Nel 1977 pubblicò insieme a Tonino Conte il libro Facciamo insieme teatro. Sebbene il libro fosse stato scritto per aiutare i ragazzi ad allestire spettacoli teatrali, dimostrò di avere un valore più ampio, venne infatti adottato come libro di testo in molti corsi di scenografia, grazie alla valenza didattica che la descrizione della propria tecnica conferiva al saggio.
Il 1978 fu l'anno in cui Luzzati e Gianini realizzarono il loro unico mediometraggio, il film in tecnica mista Il flauto magico.
Uno degli allestimenti di maggior successo dello scenografo genovese fu La donna serpente di Carlo Gozzi, rappresentata al Teatro Stabile di Genova nel 1979 per la regia di Egisto Marcucci. Il successo arrivò al Carnevale di Venezia, successivamente lo spettacolo fu invitato dai maggiori festival internazionali e venne replicato nei teatri per alcuni decenni. Nelle diverse riprese recitarono nello spettacolo anche attori popolari come Massimo Lopez e Mauro Pirovano .

### La celebrazione

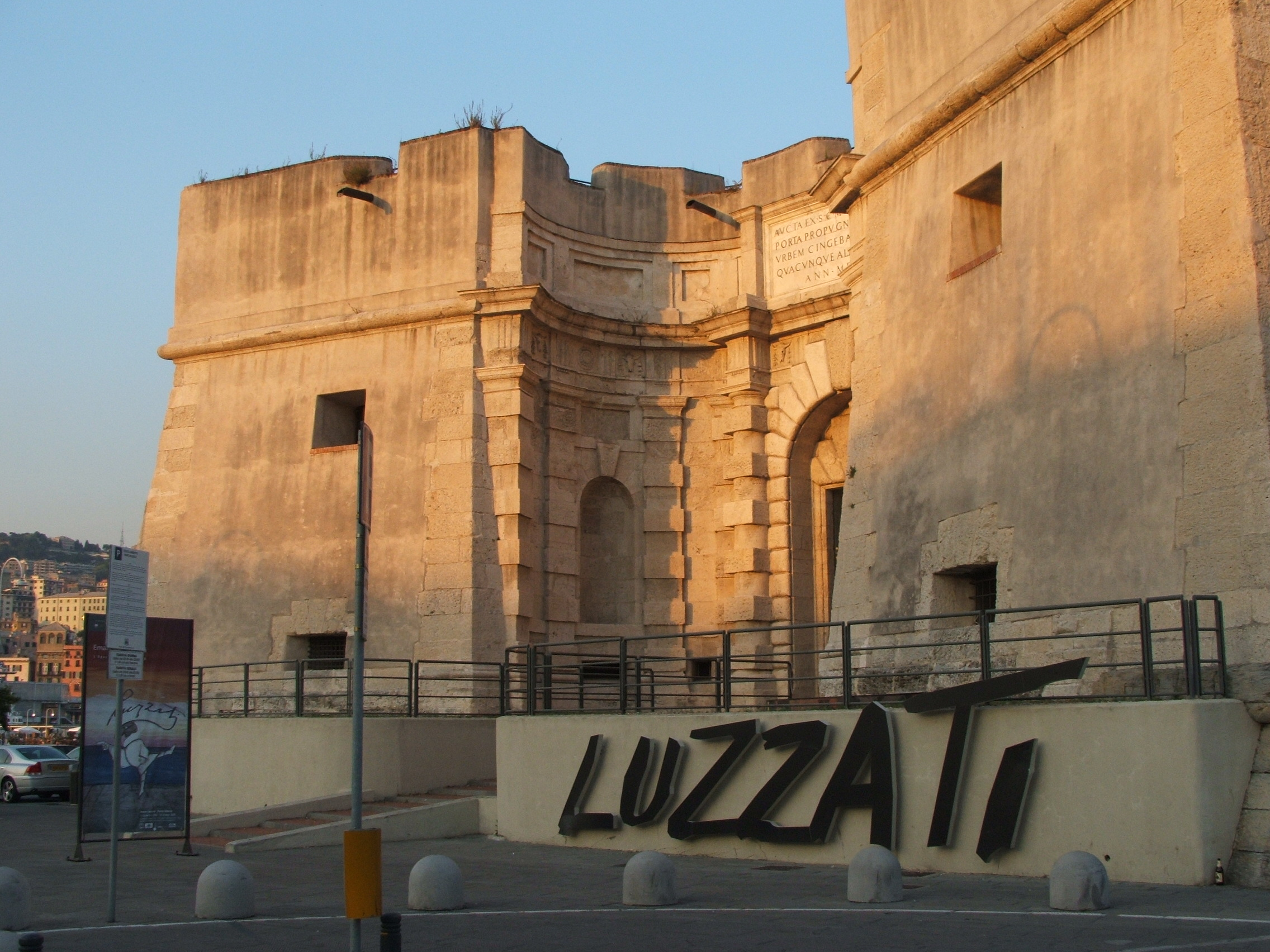
Il Museo Emanuele Luzzati, ospitato dal 2008 al 2019 nella Porta Siberia, nel porto antico di Genova

Benché l'artista fosse ancora in piena attività, nel 1980 furono organizzate le prime grandi retrospettive sulla sua attività, una fra tutte quella organizzata sulla sua attività di illustratore presso la Boston Public Library. 
Dal 1980 al 1984 una mostra intitolata Il sipario magico di Emanuele Luzzati, allestita dall'Università di Roma a cura di Mara Fazio e Silvia Carandini, mise in evidenza la produzione più significativa di scene e costumi disegnati per il teatro; fece tappa in diverse città: da Roma a Genova, da Torino a Milano, da Bergamo a Magdeburgo, a Bologna e l'anno successivo ricevette il Premio Ubu, premio che ricevette anche nel 1993 per La leggenda di San Gregorio di Paolo Poli e nel 1995 per il Pinocchio prodotto dal Teatro della Tosse. 
Nel 2002 disegnò il trofeo Ubu da consegnare ai vincitori.
Dal 1982 al 1990 fu docente di illustrazione al Politecnico Byron di Genova. A seguire curò le scene e i costumi del Gilgamesh, ideato e diretto da Tonino Conte per il gruppo Teatro Gioco Vita Infine, insieme ad Alessandro Fersen tornò alla passione per le leggende ebraiche e disegnò le scenografie per l'opera lirica Il Dibuk di Lodovico Rocca, messa in scena al Teatro Regio di Torino.
Nel 1983 illustrò l'album Cercando l'oro di Angelo Branduardi e la scenografia del relativo concerto in tournée organizzata da David Zard e intitolata Il libro. Al disco e alla tournée era collegato anche un cartone animato, sempre intitolato Il Libro, parole e musica di Branduardi, disegni di Luzzati. Nel 1983 iniziò anche la collaborazione con il Rossini Opera Festival: quell'anno disegnò le scene per Il turco in Italia. Infine, nello stesso anno firmò i costumi dello spettacolo multimediale Don Chisciotte di Maurizio Scaparro, allestito sia per il teatro che per la televisione ed il cinema.
Nel 1984 illustrò la Haggadah di Pesach edita da La Giuntina e l'anno seguente Un rabbi che amava i banchetti. L'eucaristia narrata ai bambini di Enzo Bianchi per Marietti Editore: due libri in qualche modo speculari, per raccontare ai bambini la liturgia della cena presso gli ebrei e presso i cristiani. Del 1985 è anche la mostra Lele Luzzati: figure incrociate organizzata a Pontremoli in occasione del Premio Bancarella.
Nel 1986 si tennero tre mostre su Luzzati: la prima a Parma dedicata alla coppia Gianini-Luzzati; la seconda al Teatro Petruzzelli di Bari, intitolata Cose turche; la terza al Salone Internazionale dei Comics di Lucca, organizzata da Claudio Bertieri e intitolata Emanuele Luzzati: linee e colori tra palcoscenico, set e editoria.
Nel 1988 Luzzati disegnò le scenografie per tre teatri stranieri: Il medico volante di Molière a Lione, Un ebreo alla corte dei Gonzaga di e su Leone de' Sommi a Haifa, Oberon di Carl Maria von Weber a Saint Louis. Nello stesso anno illustrò le Fiabe del focolare dei fratelli Grimm per le Edizioni Olivetti e in seguito, per le Edizioni Nuages, Candido di Voltaire, Pinocchio di Collodi, Alice nel paese delle meraviglie di Carroll, il Decameron di Boccaccio, Peter Pan di James Barrie e Il Milione. Sempre nel 1988, infine, si tenne la mostra Emanuele Luzzati: la scena illustrata a Mantova.
Nel 1989 fu chiamato dal Teatro Nazionale di Budapest per disegnare le scene de La mandragola di Machiavelli.
Nel marzo del 1990 furono inaugurate a Reggio Emilia, Cavriago, Sant'Ilario e Montecchio quattro sezioni di una grande mostra dedicata all'opera complessiva di Luzzati, Le mille e una scena. Nello stesso anno Luzzati mise in scena con il Teatro della Tosse due pièces in cui le scenografie erano quasi le protagoniste: la prima era scritta dallo stesso Luzzati e si chiamava La mia scena è un bosco; l'altra, allestita al Forte Sperone, s'intitolava Il castello di carte ovvero il mistero dei tarocchi ed era stata scritta da Tonino Conte e Gian Piero Alloisio.
Per i settant'anni dell'artista, nel 1991, la città di Genova organizzò due mostre: Emanuele Luzzati: le ceramiche (1950 - 1970) al Museo di Villa Croce e Emanuele Luzzati. Viaggio nel mondo ebraico al Museo di Sant'Agostino.
Nel 1992 gli venne conferita dall'Università di Genova, sua città natale, la laurea honoris causa in Architettura. Fra gli altri lavori, firmò le scenografie della Semiramide di Gioachino Rossini per il Teatro dell'Opera di Zurigo e realizzò il cartone animato La casa dei Suoni con Claudio Abbado.
L'anno dopo venne allestita a cura dell'Unione dei Teatri d'Europa la mostra Emanuele Luzzati scénographe presso il Centre Georges Pompidou di Parigi. L'evento verrà ripreso poi a Roma, Firenze, Bellinzona, Milano, Genova, dove la mostra venne arricchita da un'ampia sezione dedicata all'illustrazione, e Salonicco. Nello stesso anno Luzzati fondò una scuola di scenografia annessa al Teatro della Tosse. Sempre nel 1993 disegnò le scene de La buona madre di Carlo Goldoni, allestita al Jerusalem Khan Theatre.
Nel 1994 si tenne la mostra Emanuele Luzzati cantastorie a Bassano del Grappa. Inoltre, Luzzati disegnò "40 illustrazioni dall'Orlando Innamorato" per il comune di Scandiano, che furono esposte in occasione del quarto centenario della morte di Matteo Maria Boiardo.
Nel 1997 allestisce per il Comune di Torino, in Piazza Carlo Felice (Piazza della Stazione), un grande presepio, mescolando ai personaggi tradizionali le figure delle favole più conosciute.
Nel 1998 progetta un parco giochi per bambini per il Comune di Santa Margherita Ligure, ispirato al Flauto Magico di Mozart. Nella casa natale di Mozart a Salisburgo, viene presentata la mostra I Mozart di Luzzati (1999).

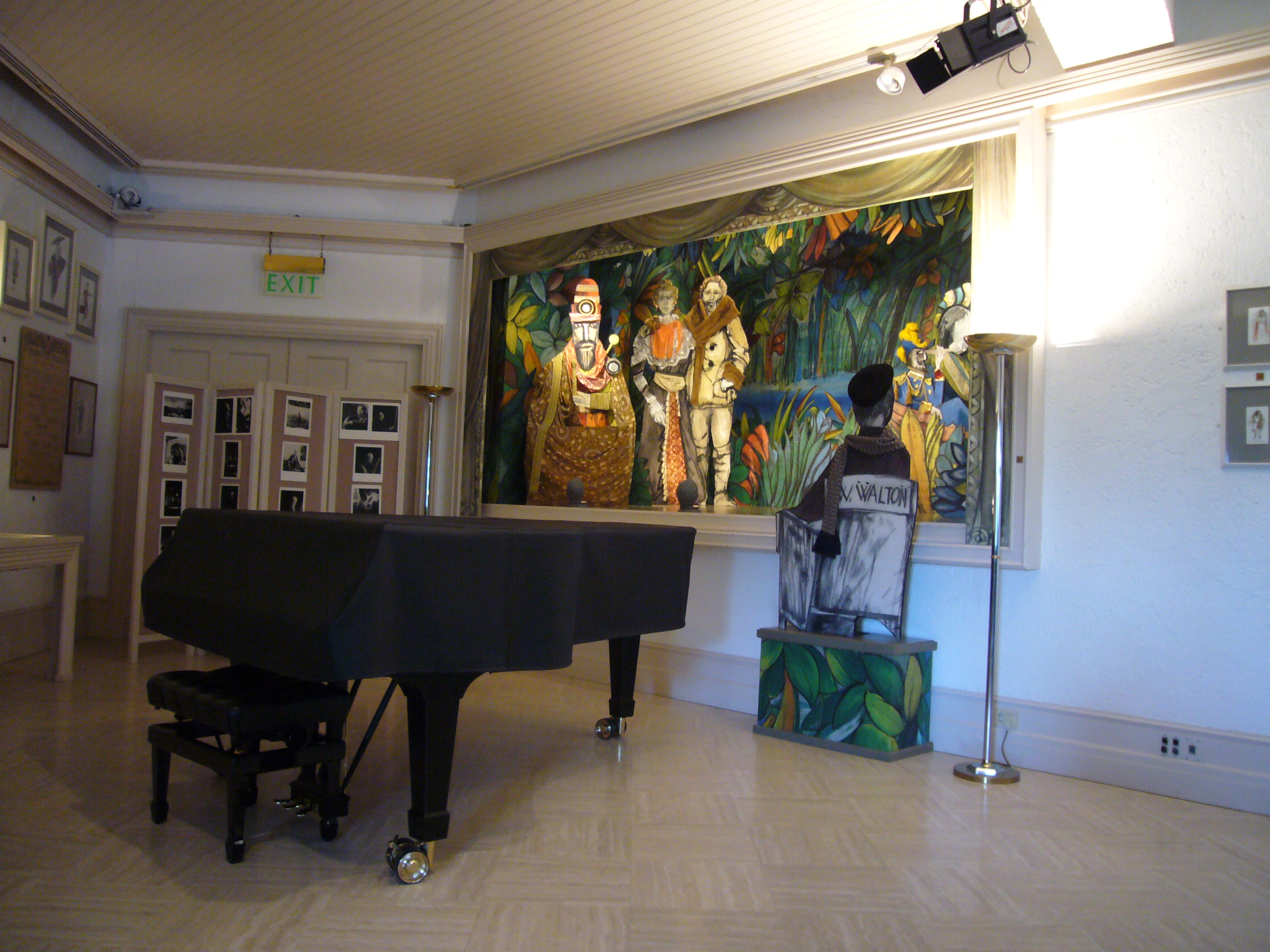
Teatrino di Emanuele Luzzati nel museo Walton dei Giardini La Mortella di Forio

Nel 2000 sono allestite le mostre Emanuele Luzzati. Viaggio nel Mondo Ebraico al Palazzo della Triennale di Milano e Luzzati-Rodari al Palazzo delle Esposizioni a Roma.
Per le Edizioni Laterza esce il volume di Rita Cirio ed Emanuele Luzzati Dipingere il teatro un'intervista su sessant'anni di scene, costumi, incontri.
Nello stesso anno con la mostra I Mozart di Luzzati, viene inaugurato a Genova il suo museo permanente nell'edificio cinquecentesco di Porta Siberia (Area Porto Antico).
Tra le mostre tematiche che seguiranno fino al 2010 si citano: Luzzati incontra Rossini 1960-2001, La grafica teatrale, Luzzati e le Ombre, Emanuele Luzzati. Genova di tutta la vita, L'Opera lirica del ‘900, Viaggio nel mondo ebraico, La porta della fiaba, Luzzati e Rodari. I segni della fantasia, Le navi di Luzzati, Gianini e Luzzati. Cartoni animati, Costantini Luzzati. Una notte all'Opera.
Negli ultimi anni ripubblica nella collana Le rane di Interlinea edizioni i suoi capolavori per l'infanzia, Alì Babà e i quaranta ladroni e La tarantella di Pulcinella, da cui aveva tratto i celebri cartoni animati. La nuova edizione degli albi gli vale nel 2005 il premio Andersen.
Il 1º giugno 2001 è nominato dal Presidente Ciampi Grande Ufficiale della Repubblica. Nel 2002 crea le scene per Il Flauto Magico di Mozart allestito al Teatro dell'Opera Carlo Felice di Genova.
Nel 2003 disegna, per il teatro Trianon di Napoli, le scene della sacra rappresentazione La cantata dei pastori, riscritta, diretta e interpretata da Peppe Barra (premio Eti – gli Olimpici del teatro 2004, per la «migliore commedia musicale»).
Nel 2004 per il Corriere della Sera realizza le illustrazioni delle cantiche della Divina Commedia di Dante Alighieri.
Dopo i costumi del Don Chisciotte, regia di Scaparro, le scene de Il Campiello di Goldoni e quelle del balletto Lo Schiaccianoci di Čajkovskij per la coreografia di Amedeo Amodio, realizza nel 2006 la scenografia di Hänsel e Gretel di Humperdinck per l'Opera Theatre of Saint Louis.
Nel 2004 disegna il drappellone per il Palio di Siena del 2 luglio, con un arazzo ispirato al bestiario del Flauto Magico. Nel 2005 realizza il film d'animazione Genova, Sinfonia della Città, scritto e diretto da Luigi Berio e con la musica originale di Stefano Cabrera.
Colpito da malore improvviso, muore a Genova il 26 gennaio 2007 nella casa dove ha abitato quasi tutta la vita.

## L'opera di Luzzati
Luzzati è interprete di una cultura figurativa abile e colta, capace di usare con maestria ogni sorta di materiale: dalla terracotta allo smalto, dall'intreccio di lane per arazzi all'incisione su supporti diversi, ai collage di carte e tessuti composti per costruire bozzetti di scene, di costumi, di allestimenti navali.
La ricchezza del suo mondo fantastico, l'immediatezza ed espressività del suo stile personalissimo, ne hanno fatto uno degli artisti più amati e ammirati del nostro tempo.
Nel corso della sua carriera ha realizzato più di cinquecento scenografie per Prosa, Lirica e Danza nei principali teatri italiani e stranieri; ha illustrato e scritto diversi libri dedicati all'infanzia, eseguito svariati pannelli, sbalzi e arazzi, collaborando con architetti per arredi navali e locali pubblici.
Da ricordare le sue collaborazioni con il London Festival Ballet, con il Glyndebourne Festival, con la Civic Opera House di Chicago e con la Staatsoper di Vienna.
Giorgio Strehler aveva definito così le sue opere:
È stato osservato come lo stile di Luzzati, apparentemente "bambinesco", sottointenda una cultura figurativa vastissima. Nella stessa immagine possono sovrapporsi i riferimenti a due o tre esperienze artistiche del passato. D'altra parte si è anche osservato che queste "citazioni" vengono in qualche modo destrutturate dallo scenografo genovese ed è stata individuata un'importante influenza in questo procedimento nell'esperienza giovanile di Luzzati con il teatro dell'assurdo alla Borsa di Arlecchino.

### Scenografia
Nel testo Facciamo insieme teatro Luzzati descrive i criteri cui si è attenuto nella sua attività di scenografo e descrive i vari filoni in cui si possono inquadrare le sue scenografie.
Come principio generale del lavoro dello scenografo raccomanda innanzitutto di decidere insieme al regista ed agli interpreti qual è il messaggio che si vuole far trasmettere allo spettacolo, ed in base a questo si devono scegliere scene e costumi. Il compito delle scene, dei costumi e degli oggetti, secondo Luzzati, è quello di aiutare l'attore a entrare nella parte. Infine, come elementi che dovrebbero sempre essere presenti nel teatro (e certamente caratterizzano quello di Luzzati) lo scenografo genovese indica il gioco e la magia.
Luzzati approfondisce soprattutto i tipi di scene da utilizzare in spazi non appositamente creati per il teatro. E individua nella sua opera tre tipi diversi di scenografie, che chiama rispettivamente "scena composta di oggetti", "scena costruita" e "oggetto scenico costruito".
La "scena composta da oggetti" è all'apparenza una catasta di oggetti di trovarobato, spesso dello stesso tipo, come tante seggiole, tanti tavoli, tanti armadi, tanti banchi di scuola o tante scale a pioli. In realtà questi oggetti vengono inchiodati su una struttura di praticabili (cunicoli, scalette a vista e nascoste) per permettere agli attori di muovercisi dentro. Altre volte gli oggetti accumulati in scena sono di tipo diverso, ma accomunati dal loro essere oggetti, usati, vecchi familiari: Luzzati spiega che per rappresentare le pièces di Ionesco, che sono costituite da sequenze di frasi fatte e luoghi comuni, la scenografia più efficace è proprio un insieme di mobili ed oggetti, altrettanto abituali e scontati.
La "scena costruita" è composta di pedane di diverse dimensioni, che vengono disposte in vari modi, per rendere l'idea dei diversi ambienti.
Il più semplice oggetto scenico è il paravento, che può essere dipinto da un lato a rappresentare una scena e dall'altro a raffigurarne un'altra. Luzzati consiglia, tuttavia, di unire tre o quattro paraventi ad un'estremità, in modo da avere altrettante scene.
Uno sviluppo dell'oggetto scenico è la "scatola magica", ovvero un parallelepipedo, i cui quattro lati si aprono a turno lasciando vedere una scena diversa. La scatola può essere montata su ruote, come fosse un carrozzone, ed entrerà in scena tirata da uno o più attori. Oppure può essere montata su un perno centrale fisso sul palco e attorno a cui ruota.
Un ulteriore tipo di oggetto scenico sono i "periatti" di origine rinascimentale. Sono dei parallelepipedi a base triangolare, dentro ciascuno dei quali è nascosto un macchinista. I periatti sono simili a quinte, che invece di essere calate e sollevate dall'alto, come nei teatri, girano su se stesse ad opera del macchinista. L'esempio più celebre di periatti usati da Luzzati sono quelli inventati per il Flauto Magico di Glyndebourne.
Ovviamente Luzzati ha lavorato soprattutto in teatri tradizionali, in cui era possibile calare dall'alto scene e macchine teatrali, ma di queste soluzioni non parla nel libro, in quanto trattate nei testi convenzionali. Tuttavia, anche in questi casi rimane una delle caratteristiche delle scenografie di Luzzati, quella di mantenere espressamente l'aspetto di bozzetti, proprio perché sia sempre chiaro che il teatro è finzione.

### Cinema d'animazione
Luzzati riteneva che per il suo tipo di disegni e di temi fosse necessario un tipo di animazione diverso da quello "naturalistico" standardizzato da Walt Disney, che ci volesse un tipo di movimento più semplice, simile alle movenze dei burattini. Così iniziò la collaborazione con l'animatore Giulio Gianini. Il terzo autore dei cartoni animati era il musicista Gianfranco Maselli, che si occupava di sincronizzare i fotogrammi con la musica.
I cartoni animati di Luzzati sono molto particolari perché rivelano di essere stati concepiti come un "teatrino", dimostrano volutamente e giocosamente la propria finzione. Fra i tipici elementi teatrali evidenziati nei disegni di Luzzati per il cinema c'è la natura che è costituita da quinte e fondali che si muovono come a teatro. Inoltre gli interventi narrativi sono espressi da sipari e cartelloni. Tutto ciò conferisce alle brevi storielle il carattere del gioco consapevole, del disvelamento della finzione artistica.

### Illustrazioni
Nell'illustrazione Luzzati ha fatto grande uso della tecnica del collage, utilizzando carte strappate o ritagliate, soprattutto per rappresentare gli abiti dei personaggi, mentre i volti e le mani sono generalmente disegnati con lo stile dell'artista genovese, che imita quello dei disegni dei bambini. E' stato notato che i pezzi di carta utilizzati nei collages non combaciano mai perfettamente e in questo modo Luzzati crea degli "anfratti d'indeterminazione" che in qualche modo il fruitore riempie con la propria fantasia.

### Allestimenti navali
Negli anni del Dopoguerra fu necessario procedere ad arredare le navi passeggeri italiane, che durante la guerra erano state destinate ad altri compiti, fra cui il trasporto delle truppe, dei feriti e dei prigionieri. Questa operazione venne svolta soprattutto nei cantieri dell'Alto Tirreno, perciò i maggiori architetti navali, come Gustavo Pulitzer-Finali e Giovanni Zoncada, si trasferirono da Monfalcone e Trieste a Genova. In questa città ebbero modo di conoscere il giovane scenografo Luzzati e si avvalsero spesso della sua collaborazione.
Il riarredamento della flotta italiana fu la occasione per imporre il gusto degli architetti triestini, più attenti agli sviluppi delle avanguardie artistiche, a scapito della tradizione genovese, più vicina al gusto classicista degli arredatori britannici.
Fu per primo Pulitzer che chiamò a collaborare Luzzati; e la prima occasione fu il riallestimento del Conte Biancamano nel 1950, per il quale il giovane scenografo fu chiamato a disegnare i pannelli per la sala di lettura e per il bar. In tale occasione l'architetto triestino fece conoscere a Luzzati la M.I.T.A. (Manifattura Italiana Tessuti d'Arredamento) di Nervi, che realizzerà molte opere disegnate dal giovane scenografo.
Più significative saranno le collaborazioni successive, quando a Luzzati verranno affidati i pannelli decorativi delle sale per i bambini: per la motonave Augustus realizzerà il pannello decorativo per la sala da pranzo dei bambini dedicato alle lettere dell'alfabeto. Per l'Andrea Doria Luzzati disegnerà le decorazioni parietali per la sala dei bambini con immagini ispirate al mondo del circo.
Nel pannello che decorava lo scalone di prima classe della motonave Ausonia Luzzati ebbe modo di inserire temi a lui cari, dalle carte da gioco agli scorci di città. Particolare fu anche la decorazione del pavimento del bar della motonave San Giorgio, in quanto era realizzata a piastrelle in ceramica smaltata a rilievo, che rappresentava scorci di città simili a quinte teatrali.
L'utilizzo di materiali ogni volta diversi, affidati per l'esecuzione ad artigiani di alto livello, diventerà una caratteristica degli arredi navali di Luzzati. Ad esempio per la Leonardo da Vinci disegnerà dei pannelli in alluminio anodizzato oro, in cui il materiale, apparentemente prezioso, diventava un collage di rottami e colature. Invece per la Galileo Galilei Luzzati inventerà un paravento in vetro di Murano per la sala di prima classe, formato da riquadri che rappresentano una veduta di città. Per la Michelangelo, infine, disegnò sette pannelli in ceramica smaltata per la sala da pranzo della classe cabina, raffiguranti anche in questo caso scorci di città.
Per la motonave Oceanic della Home Lines Luzzati disegnò decorazioni parietali per vari ambienti, ognuna in un materiale diverso. Ad esempio per lo scalone di prima classe realizzò un pannello a sbalzi d'alluminio raffigurante personaggi, mentre per la sala da pranzo turistica disegnò un pannello di ceramica traforata che rappresentava un castello medievale assediato con tanto di difensori e assalitori. Ma il pezzo più interessante fu il pannello di pizzo realizzato per la grill room di prima classe, che rappresentava le maschere della commedia dell'arte. Il pannello era un collage di merletti antichi, di pezzi di reti di diversa origine, nonché di parti in pizzo eseguito apposta. L'opera fu realizzata dalla Manifattura Zennaro di Rapallo in quattro mesi. Ora è esposta al Museo del Merletto di Rapallo.
L'ultima opera disegnata da Luzzati per una nave è l'arazzo raffigurante una scena del Flauto Magico, realizzata nel 1966 per la motonave Eugenio C. della Costa Armatori dalla M.I.T.A.. Il disegno riprendeva quello dei periatti del Flauto magico di Glyndebourne.

## Opere

### Scenografie
Emanuele Luzzati ha firmato circa cinquecento scenografie: per un elenco completo si rinvia alle fonti citate in bibliografia.
Qui di seguito elenchiamo alcuni fra le più significative
- 1944, Salomone e la regina di Saba di Alessandro Fersen, regia dell'autore, Losanna
- 1945, Salomone e la regina di Saba di Alessandro Fersen, regia dell'autore, Teatro Augustus di Genova e Teatro Litta di Milano
- 1947, Lea Lebowitz di Alessandro Fersen, Teatro Nuovo di Milano, regia dell'autore
- 1948, La mandragola, teatro della CGIL di Genova, regia di Luigi Almirante
- 1948, Il soldato Tanaka di Georg Kaiser, Piccolo Teatro Eleonora Duse, regia di Ettore Gaipa
- 1949, Le allegre comari di Windsor, Teatro dei Parchi di Nervi, regia di Alessasandro Fersen
- 1950, Peer Gynt, Teatro d'Arte Italiano, regia di Vittorio Gassman
- 1952, La diavolessa di Baldassarre Galuppi, Gran Teatro La Fenice di Venezia, regia di Corrado Pavolini
- 1953, Mefistofele, Maggio Musicale Fiorentino, regia di Tat'jana Pavlova
- 1955, Burlesca di Antonio Verretti, Teatro dell'Opera di Roma, regia di Corrado Pavolini
- 1955, L'amo di Fenisia di Lope de Vega, Teatro Duse, regia di Alessandro Fersen
- 1957, Molto rumore per nulla, Teatro stabile di Trieste, regia di Franco Enriquez
- 1958, Frasquita di Franz Lehár, Festival dell'Operetta, regia di Vito Molinari
- 1959, Il cordovano di Goffredo Petrassi, Piccola Scala, regia di Franco Enriquez
- 1959, Renard, Maggio Musicale Fiorentino, coreografia di Aurelio Milloss
- 1960, Cenerentola, Teatro alla Scala, coreografia di Frederick Ashton
- 1960, La baracca di Federico García Lorca, Biennale di Venezia, regia di Franco Enriquez
- 1961, Il Rinoceronte, Teatro Mercadante di Napoli, regia di Franco Enriquez
- 1962, La bisbetica domata, Teatro romano di Verona, regia di Franco Enriquez
- 1963, Il flauto magico, Festival di Glyndebourne, regia di Franco Enriquez
- 1963, Il bugiardo, Teatro Stabile di Torino, regia di Gianfranco De Bosio
- 1964, Macbeth, Festival di Glyndebourne, regia di Franco Enriquez
- 1965, Carmina Burana, Opera di Chicago
- 1965, L'heure espagnole, Opera di Chicago
- 1965, Anconitana e Bilora, Teatro Stabile di Torino, regia di Gianfranco De Bosio
- 1966, Coppélia, Orpheus, Danze polovezie da Il principe Igor', Staatsoper di Vienna, coreografia di Aurelio Milloss
- 1967, Sogno di una notte di mezz'estate, English Opera Group, regia di Colin Graham
- 1967, Don Giovanni, Festival di Glyndebourne, regia di Franco Enriquez
- 1968, Ubu re, CUT di Genova, regia di Tonino Conte
- 1968, Il ratto dal serraglio, Festival di Glyndebourne, regia di Franco Enriquez
- 1968, Le rossignol, Opera di Chicago, regia di Luciana Novaro
- 1969, Golem di Alessandro Fersen, Maggio Musicale Fiorentino, regia di Alessandro Fersen
- 1969, Così fan tutte, Bayerische Staatsoper di Monaco di Baviera, regia di Franco Enriquez
- 1969, Così fan tutte, Festival di Glyndebourne, regia di Alessandro Fersen
- 1969, Sette canzoni di Gian Francesco Malipiero, Edinburgh International Festival, regia di Alessandro Fersen
- 1969, El amor brujo, Opera di Chicago, coreografia di Luciana Novaro
- 1969, La Cenerentola, Scottish Opera, regia di Colin Graham
- 1970, Don Chisciotte, London Festival Ballet, coreografia di Witold Borkowski e Colin Graham
- 1970, Il turco in Italia, Festival di Glyndebourne, regia di John Cox
- 1970, L'italiana in Algeri, Opera di Chicago, regia di Lofti Mansouri
- 1972, Sogno di una notte di mezza estate, Gruppo della Rocca, regia di Egisto Marcucci
- 1972, Il mandarino meraviglioso, Staatsoper di Vienna, coreografia di Aurelio Milloss
- 1973, Petruška, Staatsoper di Vienna, coreografia di Aurelio Milloss
- 1974, Il mercato di Malmantile, Lincoln Center, regia di Filippo Crivelli
- 1975, Ubu re, Teatro della Tosse, regia di Tonino Conte
- 1976, La storia di tutte le storie di Gianni Rodari, Teatro Aperto della Spezia, regia di Gianni Fenzi
- 1979, La donna serpente di Carlo Gozzi, Teatro Stabile di Genova, regia di Egisto Marcucci
- 1979, Gilgamesh, Teatro Gioco Vita, regia di Tonino Conte
- 1979, Il Dibuk di Lodovico Rocca, Teatro Regio di Torino, regia di Alessandro Fersen
- 1983, Il turco in Italia, Rossini Opera Festival, regia di Egisto Marcucci
- 1983, Don Chisciotte. Frammenti di un discorso teatrale, regia di Maurizio Scaparro (solo costumi)
- 1986, Un ballo in maschera. Wiener Staatsoper, regia di Gianfranco De Bosio
- 1988, Il medico volante, Lione,regia di Carlo Boso
- Un ebreo alla corte dei Gonzaga di e su Leone de' Sommi, Teatro Municipale di Haifa, regia di Gilberto Tofano
- Oberon, Opera Theatre of Saint Louis, regia di Colin Graham
- 1989, La mandragola, Teatro Nazionale di Budapest, regia di Gianfranco De Bosio
- 1989, Lo Schiaccianoci, Aterballetto, coreografia di Amedeo Amodio[28]
- 1990, La mia scena è un bosco di Emanuele Luzzati, Teatro della Tosse, regia di Tonino Conte
- 1990, Il castello di carte ovvero il mistero dei tarocchi di Tonino Conte e Gian Piero Alloisio, Teatro della Tosse, regia di Tonino Conte
- 1992, Semiramide, Opernhaus Zürich, regia di Gianfranco De Bosio
- 1993, La buona madre, Jerusalem Khan Theatre, regia di Gianfranco De Bosio
- 1994, Candide, Opera Theatre of Saint Louis
- 2002, Il Flauto Magico, Teatro Carlo Felice di Genova, regia di Daniele Abbado
- 2003, La cantata dei pastori, teatro Trianon di Napoli, regia di Peppe Barra
- 2006, Hänsel e Gretel, Opera Theatre of Saint Louis

### Filmografia
- Pulcinella: il gioco dell'oca (1959)
- La Tarantella di Pulcinella (1960)
- I paladini di Francia ovvero il tradimento di Gano di Maganza (1960)
- Castello di carte (testo di Gianni Rodari, 1962)
- La gazza ladra (1964)
- L'armata Brancaleone (titoli di testa, 1966)
- L'Italiana in Algeri (1968)
- Alì Babà (1970)
- Brancaleone alle crociate (titoli di testa, 1970)
- Il viaggio di Marco Polo (1971)
- Pulcinella (1973)
- Turandot (1974)
- L'augellin Belverde (1975)
- Il flauto magico (1978)
- Il tre fratelli (1979)
- La donna serpente (1979)
- La ragazza cigno (1980)
- La palla d'oro (1980)
- L'Uccello di fuoco (1981)
- Pulcinella e il pesce magico (1981)
- Il libro (videoclip dell'omonima canzone di Angelo Branduardi, 1983)
- Concerto per gatti (musica di Gioachino Rossini, 1985)
- Contrappunto bestiale (musica di Adriano Banchieri, 1986)
- Jerusalem (1990)
- La casa dei suoni (con Claudio Abbado, 1992)
- Genova. Sinfonia della città (di Luigi Berio, 2005)

### Libri
Solo illustrazioni:
- Calendario colombiano, Borgo San Dalmazzo, Istituto Grafico Bertello, 1951
- L'arte di navigare, Società Italia di Navigazione, 1952 (testo di Rinaldo Negri)
- Chichibìo cuoco e la gru, Roma, I Girasoli, 1961 (trad. inglese Chichibio and the crane, New York, Obelensky, 1962)
- Il castello di carte, Milano, Mursia, 1963 (testo di Gianni Rodari)
- When it rains...it rains, New York, Rinehart & Winston, 1970 (testo di Bill Martin jr.)
- Whistle, Mary, Whistle, New York, Rinehart & Winston, 1970 (testo di Bill Martin jr.)
- Io e gli altri (enciclopedia in dieci volumi), Genova-Milano, La Ruota, 1971
- L'uccel belverde e altre fiabe italiane, Torino, Einaudi, 1972 (testo di Italo Calvino)
- Come si fanno i bambini, Genova, Ghiron, 1972
- L'uccellino Tic Tic, Torino, Einaudi, 1972 (testo di E. Poi)
- Il viaggio di Marco Polo, Torino, ERI, 1972 (testo di Donatella Ziliotto; riedizioni Milano, Emme edizioni, 1975 e 1981; trad. inglese The travels of Marco Polo, Londra, Dent, 1975; trad. tedesca Ich, Marco Polo, Monaco, Ellermann, 1977)
- Voglio comperare una tazza gialla con una ochetta blu, Torino, Einaudi, 1974 (testo di Ibi Lepschy)
- Il Principe Granchio e altre fiabe italiane, Torino, Einaudi, 1974 (testo di Italo Calvino)
- Il visconte dimezzato, Torino, Einaudi, 1975 (testo di Italo Calvino)
- Gli uomini del libro, Milano, Adelphi, 1975 (testo di Giacoma Limentani; riedizione Milano, Feltrinelli, 1995)
- Dodici cenerentole in cerca d'autore, Conegliano, Quadragono, 1976 (testo di Rita Cirio; riedizione Milano, Nuages, 1991)
- Walking and talking with Yoav, Tel Aviv, Sifriat Poalim, 1976 (testo di Michal Snunit)
- As doenças infecciosas: o que são, como são transmitidas, como se devem combater, Bologna, Pampiglione, 1977 (testo di S. Pampiglione)
- Quando Shlemiel andò a Varsavia, Milano, Garzanti, 1979 (testo di Isaac Bashevis Singer)
- Sundjata, Milano, Mondadori, 1980 (testo di Donatella Ziliotto)
- Il vizio del faraone e altre leggende ebraiche, Torino, Stampatori, 1980 (testo di Giacoma Limentani)
- I tre grassoni, Roma, Editori Riuniti, 1981 (testo di Tonino Conte da Jurij Oleša; ristampato nel 1993)
- Oh che bel castello, Milano, Emme Edizioni, 1981 (testo di Virgilio Savona)
- Filastrocche lunghe e corte, Roma, Editori Riuniti, 1981 (testo di Gianni Rodari)
- Belfagor arcidiavolo, Genova, Il melangolo, 1982 (testo di Niccolò Machiavelli)
- Atalanta. Una fanciulla nella Grecia degli dèi e degli eroi, Roma, Editori Riuniti, 1982 (testo di Gianni Rodari)
- la casa incantata, Milano, Vallardi, 1982 (testo di Furio Jesi)
- A Tiresia, Roma, Psicoanalisi Contro, 1983 (testo di Sandro Gindro)
- Haggadah di Pesach, Firenze, Giuntina, 1984
- Il libro dei perché, Roma, Editori Riuniti, 1984 (testo di Gianni Rodari)
- Filastrocche da cantare, Milano, Ricordi, 1984 (testo di Gianni Rodari e Virgilio Savona)
- Un rabbi che amava i banchetti, Genova, Marietti, 1985 (testo di Enzo Bianchi)
- Habitat per un'idea, Genova, Tolozzi, 1985 (testo di Licia Oddino)
- Le avventure di Tonino l'invisibile, Roma, Editori Riuniti, 1985 (testo di Gianni Rodari)
- Faida, Genova, Pirella, 1986 (testo di Domenico Rea)
- Filastrocche per tutto l'anno, Roma, Editori Riuniti, 1986 (testo di Gianni Rodari)
- Fiabe lunghe un sorriso, Roma, Editori Riuniti, 1987 (testo di Gianni Rodari)
- Itinerari. Percorsi di ricerca per la scuola e la famiglia, Genova, Nuova Io e gli altri, 1988
- I sentieri della notte, Genova, ECIG, 1988 (testo di Tonino Conte)
- Dediche, Genova, ECIG, 1988 (testo di Tonino Conte)
- Fiabe scelte, Milano, Olivetti, 1988 (testo dei Fratelli Grimm)
- Michael and the monster of Jerusalem, Gerusalemme, Tower of David Museum, 1989 (testo di Meir Shalev)
- Brancaleone alle crociate, Mantova, 1989 (testo di Age & Scarpelli e Mario Monicelli)
- Il bambino a espansione e altre storie, Genova, Marietti, 1989 (testo di Francesco Bollorino)
- Il golem, Firenze, Salani, 1989 (testo di Isaac Bashevis Singer)
- Candido, Milano, Nuages, 1990 (testo di Voltaire)
- Il figlio di carta, Genova, Graphos, 1990 (testo di Nanda Mari)
- La mattana, Savona, Fratelli Spirito, 1990 (poesie di Carmelo Cusumano)
- Le distese del cielo Parma, Guanda, 1991 (testo di Isaac Bashevis Singer)
- Il ragioniere a dondolo, Roma, Editori Riuniti, 1993 (testo di Gianni Rodari)
- Perché i re sono re, Roma, Editori Riuniti, 1993 (testo di Gianni Rodari)
- Oroscopo. Previsioni astronomiche. Cieli e pianeti, Genova, Pirella, 1993 (testo di Umberto Albini e Claudio Tolomeo)
- Selenio e i pirati etruschi, Roma, Nuove Edizioni Romane, 1994 (testo di Pier Luigi Luisi)
- Aida. La spada di Radames, Firenze, Salani, 1994 (testo di Andrea Stanisci)
- Il secondo diario della salute, Genova, Erga, 1994
- La notte delle favole, Genova, Erga, 1994
- I racconti della Bibbia, Gerusalemme, Keter, 1994 (testo di Meir Shalev)
- Favole senza tempo, Genova, Pirella, 1994 (testo di Vito Elio Petrucci)
- La sapienza del mondo ovvero dizionario universale di tutti i popoli, Genova, Tolozzi, 1994 (testo di Gustavo Strafforello)
- Giusto e ingiusto, Genova, Io e gli altri, 1995
- Occhi di bottone, Firenze, Salani, 1995 (testo di Sylvia Waugh)
- La bestia d'ombra, Firenze, Salani, 1995 (testo di Uri Orlev)
- Duelli, Castelli e Gemelli, Firenze, Giunti, 1995 (testo di Carlo Martigli)
- Il pentolino magico, Bari, Laterza, 1995 (testo di Massimo Montanari)
- Mazel e Schlimazel, Firenze, Salani, 1995 (testo di Isaac Bashevis Singer)
- Gli Ebrei, Genova, Io e gli altri, 1995 (testo di Andrea Levi)
- Il golfo racconta. Storia della Spezia e del suo golfo narrata ai ragazzi, La Spezia, Giacché, 1995 (testo di Mauro Biagioni ed Enrica Bonamini)
- La giostra dei mestieri, Genova, Auxilium, 1995
- I colori della pace, Firenze, Giunti, 1996 (testo di Mario Salomone)
- Pinocchio, Milano, Nuages, 1996 (testo di Carlo Collodi)
- Midrashim. Antiche leggende ebraiche, Roma, Adei Wizo, 1996 (testo di Giacoma Limentani e Anita Schaumann)
- Genova, una città in venti storie, Bari Laterza, 1996 (testo di Tonino Conte)
- El pomm: stori liber del gran liber, Milano, Viennepierre, 1996 (testo di Sandro Bayini)
- Pierino e il lupo, Milano, DeAgostini-Rizzoli, 1996 (testo di Dario Fo)
- Alexandria liberata, Alessandria, Tacchella, 1996 (testo di Piera Maldini e Rino Tacchella)
- Il teatro delle filastrocche, Roma, Editori Riuniti, 1996 (testo di Gianni Rodari)
- Il grande gioco di Urluberlù, Roma, Editori Riuniti, 1996 (testo di Tiziana Ferrando)
- Urluberlù ladro di suoni, Roma, Editori Riuniti, 1996 (testo di Tiziana Ferrando)
- Filastrocche nel prato e in cielo, Torino, Il Capitello, 1996 (testo di Elio Giacone)
- La guida di Napoli per ragazzi, Napoli, Liguori, 1998 (testo di Anna Maria De Chiara e Laura Galletti)
- Alice nel paese delle meraviglie, Milano, Nuages, 1996 (testo di Lewis Carroll)
- E quando cupa mezzanotte scocca, Firenze, Fatatrac, 1998 (testo di Ermanno Detti)
- Narratva a teatro, Bergamo, Atlas, 1999 (testo di Piera Maldini)
- La guida di Roma per ragazzi, Napoli, Liguori, 1998 (testo di Sandra dal Pozzo e Anna Maria Morbiducci)
- Ombretta Camilla, Modena, Panini, 2000 (testo di Marina Bassani)
- Zefirino Collolungo, Milano, Feltrinelli, 2000 (testo di Marina Bassani)
- Animali sapienti, Milano, Nuages, 2002(testo di Giorgio Matteotti)
- Alla fiera dell'Est, Roma, Gallucci, 2002 (testo di Angelo Branduardi)
- Nove nipoti e cinque terre, Milano, Fabbri, 2004 (testo di Cesare Rimini)
- Orlando innamorato, Interlinea, 2005 (testo di Matteo Maria Boiardo)
- Le parole del teatro, Torino, Einaudi, 2006 (testo di Tonino Conte)
- Un serpente, un diluvio e due arche, Segrate, Frassinelli, 2008 (testo di Meir Shalev)
- Personaggi in scena - Da Pulcinella ai re magi, Interlinea, Novara, 2014, ISBN 978-88-8212-854-8 (testo di Walter Fochesato)
- Le Fiabe Italiane, (di Italo Calvino con prefazione di Nadia Terranova, Mondadori, 2019)

Testo e illustrazioni:
- I Paladini di Francia ovvero il tradimento di Gano di Maganza, Milano, Mursia, 1962 (trad. inglese Ronald and the wizard Calico, New York, Pantheon, 1969, e Londra, Hutchinson, 1969)
- La gazza ladra, Milano, Mursia, 1964
- Alì Babà e i quaranta ladroni, Milano, Emme Edizioni, 1968 (riedizioni Roma, Editori Riuniti, 1993, e Novara, Interlinea, 2003; trad. inglese Ali Baba and the forty thieves, New York, Pantheon, 1969; trad. tedesca Ali Baba und die vierzig Räuber, Monaco di Baviera, Elleman, 1969; trad. francese Ali Baba, Parigi, L'École des Loisirs, 1969; trad. Giapponese Ali Baba, Tokyo, Shuppan, 1979)
- The magic flute, Oxford, Blackwell, 1971
- La tarantella di Pulcinella, Milano, Emme Edizioni, 1971 (riedizione Pulcinella e il pesce d'argento, Roma, Editori Riuniti, 1993; ristampa La tarantella di Pulcinella, Novara, Interlinea, 2003)
- Bimbo recita, Milano, Emme Edizioni, 1974 (con Tonino Conte; riedizione Sganarello medico per forza, 1981)
- Mio fratello, Milano, La Ruota, 1975
- C'erano tre fratelli, Milano, Emme Edizioni, 1977
- Il teatro, i ragazzi, la città, Milano, Emme Edizioni, 1978 (con Gianni Rodari)
- Orlando in guerra, Torino, Stampatori, 1979 (con Guido Davico Bonino; riedizione Einaudi, 1999)
- La Cenerentola, Milano, Emme Edizioni, 1979 (trad. inglese Cinderella, Londra, Bluth, 1981)
- Tre fratelli, quaranta ladroni, cinque storie di maghi e burloni, Milano, Emme Edizioni, 1983
- Graffi, sbagli, ritagli. Le acqueforti e le acquetinte, Milano, Nuages, 2003
- La stella dei re magi, Novara, Interlinea, 2003 (ristampa 2007).
- Il presepio, Roma, Gallucci, 2017
- Filastrane.Storie di rane in giro per l’Italia, con Anna Lavatelli, Novara, Interlinea, 2020.

Saggi:
- Brevi appunti sulla scenografia in G. Fratta, Scenografia teatrale, Milano, Gorlich, 1955
- Da Sofocle a Pirandello, Roma, RAI, 1963
- Facciamo insieme teatro, Torino, Einaudi, 1977 (scritto insieme a Tonino Conte; ristampa Roma, Laterza, 2001)

### Cartelle di stampe
- Viaggio alla città di Safed, Age d'or, 1955
- La cenerentola, Milano, Emme Edizioni, 1979
- Il flauto magico, Firenze, Il bisonte, 1979
- La cabala del lotto, Torino, Stella, 1990 (con filastrocche di Nico Orengo)
- Ester e Ruth, Milano, Il Polifilo, 1990
- Pulcinella, Locarno, Reredisc, 1991
- Diario di una cameriera, Torino, Lo Scarabeo, 1991
- Il Guerrcino illustrato, Roma, Benincasa, 1993
- Bertoldo, Asti, Nebiolo, 1994
- I promessi sposi, Lecco, 1999

### Allestimenti
Allestimenti navali:
- Conte Biancamano, pannelli per la sala di lettura e per il bar, 1950
- Augustus, pannello decorativo per la sala da pranzo dei bambini Alfabetiere, 1951
- Andrea Doria, decorazioni parietali per la sala dei bambini Circus, 1953
- Marco Polo, decorazione parietale, 1955
- Ausonia, pannello per lo scalone di prima classe, 1957
- San Giorgio, pavimento in piastrelle in ceramica smaltata per il bar, 1958
- Leonardo da Vinci, pannelli in alluminio anodizzato oro, 1960
- Galileo Galilei, paravento in vetro di murano fra la sala da pranzo e il salone delle feste, 1963
- Michelangelo, sette pannelli in ceramica smaltata per la sala da pranzo della classe cabina Le piazze d'Italia, 1963
- Oceanic, pannello di pizzo della Commedia dell'Arte, 1964
- Eugenio C., arazzo del Flauto magico, 1966

Altri allestimenti:
- Ciclo a graffiti per il refettorio della mensa operaia di AMGA, 1949-50
- Grandi pannelli a parete di legno dorato per un locale notturno di Genova, 1957
- Pannelli di ceramica per la sede El Al di Londra, 1958
- Pannelli di ceramica per il ristorante "Tiberio" di Londra, 1958
- Rivestimento in ceramica per una colonna dell'atrio del grattacielo di Sampierdarena, 1958
- Rivestimento in ceramica per l'entrata del refettorio nel kibbutz Ruhama Israele, 1963
- Arazzo La favola presentato alla XV Triennale di Milano, 1973
- Mezzaro del Flauto magico, 1992

### Ceramiche
- I cavalieri della triste figura, 1955
- Tre pannelli in alto- e bassorilevo montati su tavola di legno, 1957
- La reine de Saba et le cocq de bruire, 1958
- Dama, 1958
- Serie di vasi per farmaci, 1959
- La tavola quadrata, 1960
- Serie di Cavalieri, 1960
- Il cocchio contro il malocchio, 1960
- Grandi figure di scacchi, 1961
- Chi possiede questo mastello, anche se brutto diventa bello, 1964
- Il re di denari per chi è negli affari

## Riconoscimenti

### Premio Oscar
- 1966 - Candidatura come miglior cortometraggio d'animazione per La gazza ladra
- 1974 - Candidatura come miglior cortometraggio d'animazione per Pulcinella

### Premio San Genesio
- 1962 – Per la scenografia de La baracca

### Premio Ubu
- 1981 – Premio speciale per la mostra Il sipario magico di Emanuele Luzzati
- 1993 – Per la scenografia de La leggenda di San Gregorio
- 1995 – Per la scenografia di Nel campo dei miracoli o il sogno di Pinocchio

### Premio Yellow Kid
- 1973 - Premio Referendum della critica per Pulcinella
- 1978 - Premio Referendum della critica per Il flauto magico

### Premio Stregatto
- 1982
- 1984

Altri premi
- 1955 - Primo Premio (medaglia d'oro) alla Prima Esposizione Internazionale della ceramica di Cannes, per I cavalieri della triste figura
- 1957 - Premio Opera Prima al Festival internazionale del film d'animazione di Annecy per I paladini di Francia
- 1967 - Premio alla Biennale di illustrazione di Bratislava
- 1967 - Premio I Dioscuri d'Oro per il teatro
- 1981 - Premio della Critica teatrale di Firenze
- 1991 - Premio Klingsor per l'attività d'illustratore
- 1991 - Premio Mario Novaro
- 1991 - Premio Città di Genova
- 2005 - "Premio Penisola Sorrentina" speciale Zeffirino Award organizzato in Liguria nell'ambito di uno scambio culturale con la Campania.